# さくら町 (石巻市)
さくら町（さくらまち）は、宮城県石巻市にある町名。現行行政地名はさくら町一丁目からさくら町五丁目。住居表示未実施。

## 地理
石巻市の中心街から東部に位置し、主に住宅地が多い。また町内の中央部に東日本旅客鉄道石巻線が縦断している。

## 歴史
- 2017年（平成29年）1月21日 - 新渡波・新渡波西地区被災市街地復興土地区画整理事業に伴い、渡波字新千刈・渡波字新沼の各一部を分離し、さくら町一丁目からさくら町五丁目を設置[4]。

## 世帯数と人口
2018年（平成30年）9月30日現在の世帯数と人口は以下の通りである。
| 丁目           | 世帯数  | 人口  |
| -------------- | ------- | ----- |
| さくら町一丁目 | 45世帯  | 151人 |
| さくら町二丁目 | 150世帯 | 291人 |
| さくら町三丁目 | 148世帯 | 306人 |
| さくら町四丁目 | 59世帯  | 126人 |
| さくら町五丁目 | 48世帯  | 123人 |
| 計             | 450世帯 | 997人 |

## 小・中学校の学区
市立小・中学校に通う場合、学区は以下の通りとなる。
| 丁目           | 番・番地等 | 小学校             | 中学校             |
| -------------- | ---------- | ------------------ | ------------------ |
| さくら町一丁目 | 全域       | 石巻市立鹿妻小学校 | 石巻市立渡波中学校 |
| さくら町二丁目 | 全域       | 石巻市立鹿妻小学校 | 石巻市立渡波中学校 |
| さくら町三丁目 | 全域       | 石巻市立渡波小学校 | 石巻市立渡波中学校 |
| さくら町四丁目 | 全域       | 石巻市立渡波小学校 | 石巻市立渡波中学校 |
| さくら町五丁目 | 全域       | 石巻市立渡波小学校 | 石巻市立渡波中学校 |

## 施設
- 石巻東消防署
- 石巻市立渡波中学校
- 新渡波西復興住宅
- 新渡波東復興住宅